# Валькрінген
Валькрінген (нім. Walkringen) — громада  в Швейцарії в кантоні Берн, адміністративний округ Берн-Міттельланд.

## Географія
Громада розташована на відстані близько 14 км на схід від Берна.
Валькрінген має площу 17,2 км², з яких на 7,5% дозволяється будівництво (житлове та будівництво доріг), 54,9% використовуються в сільськогосподарських цілях, 37,3% зайнято лісами, 0,2% не є продуктивними (річки, льодовики або гори).

## Демографія
2019 року в громаді мешкало 1768 осіб (-3,2% порівняно з 2010 роком), іноземців було 6,6%. Густота населення становила 103 осіб/км².
За віковим діапазоном населення розподілялося таким чином: 19,6% — особи молодші 20 років, 58,8% — особи у віці 20—64 років, 21,6% — особи у віці 65 років та старші. Було 776 помешкань (у середньому 2,2 особи в помешканні).
Із загальної кількості 972 працюючих 179 було зайнятих в первинному секторі, 206 — в обробній промисловості, 587 — в галузі послуг.